# Гірські рідколісся Південно-Західної Аравії
Гірські рідколісся Південно-Західної Аравії (ідентифікатор WWF: AT1325) — афротропічний екорегіон тропічних та субтропічних луків, саван і чагарників, розташований на південному заході Аравійського півострова, на території Саудівської Аравії та Ємену.

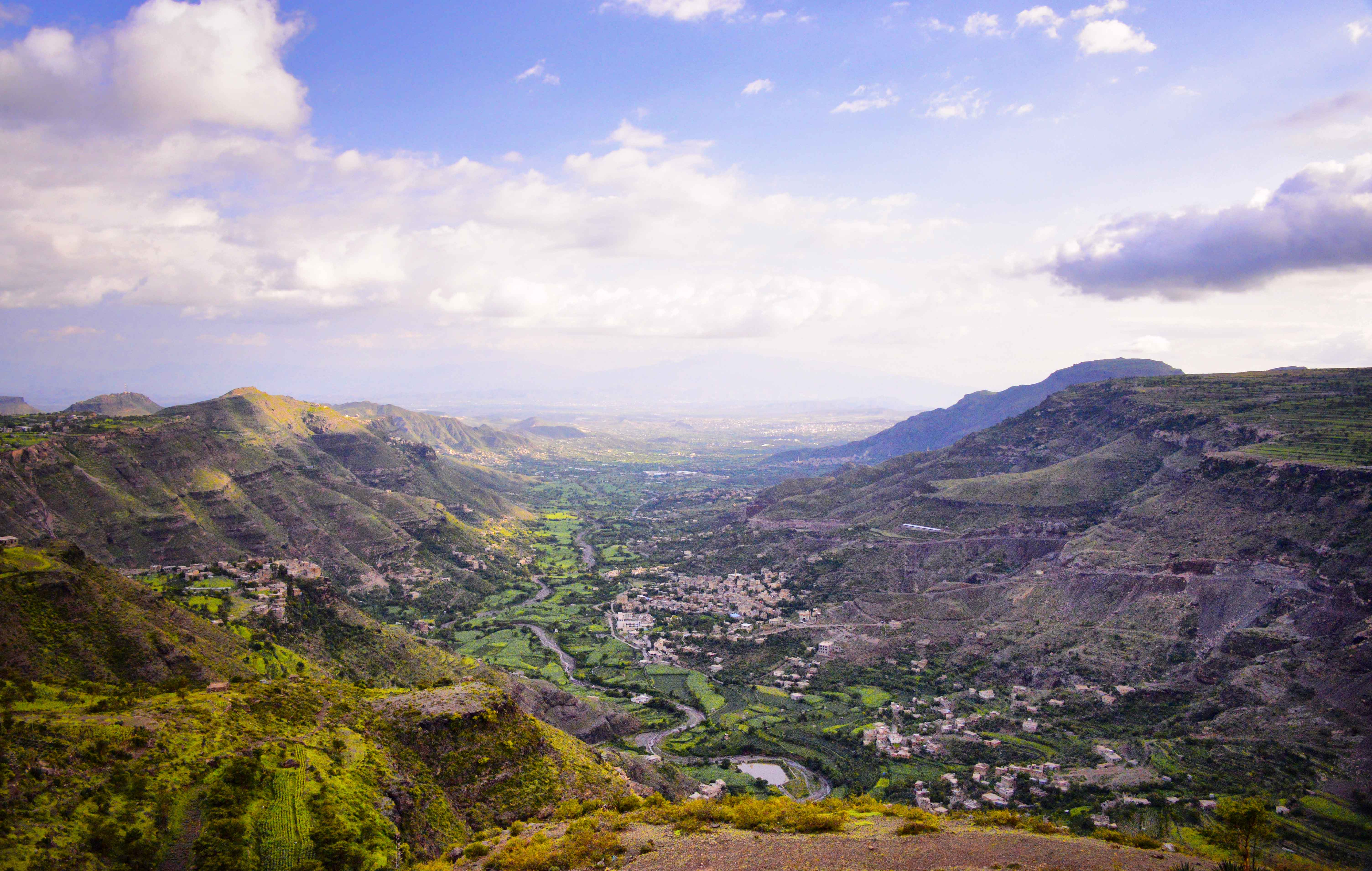
Ландшафт нагір'їв Ємену

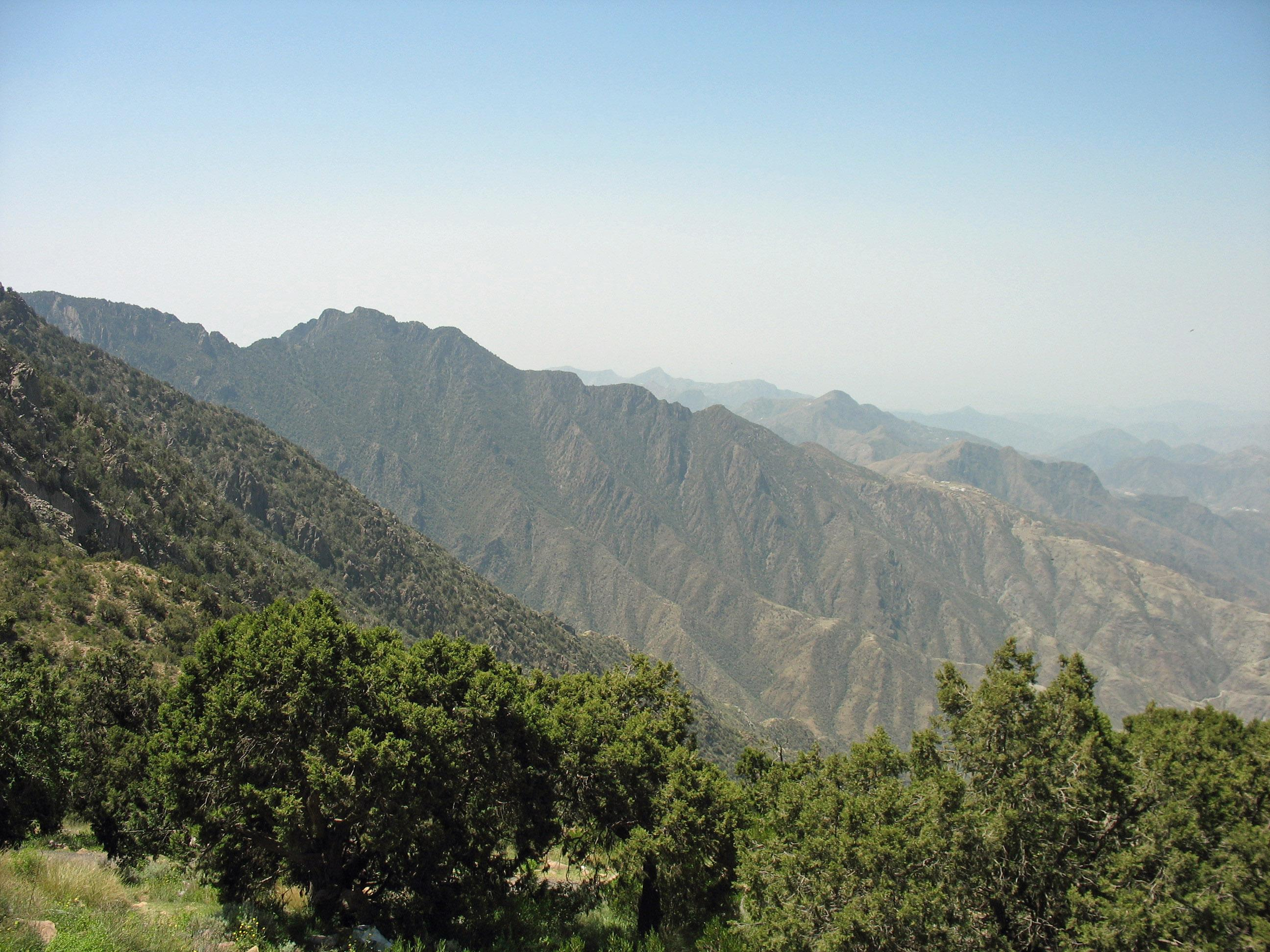
Ліс на схилах гори Джабаль-Сауда

## Географія
Екорегіон гірських рідколісь Південно-Західної Аравії охоплює території, розташовані на висоті понад 2000 м в горах Сарават, які включають в себе гори Асір на південному заході Саудівської Аравії та Західні Високогір'я Ємену. Ці гори простягаються з півночі на південь, паралельно узбережжю Червоного моря. На заході гори стрімко спускаються до рівнини Тігама на узбережжі Червоного моря серією уступів. Більш пологі східні схили гір поступово спускаються до пустельних плато та западин Руб-Ель-Халі. Гори на півночі загалом є більш низькими, ніж на півдні. Найвищою гірською вершиною регіону є Джабаль-Ен-Набі-Шуайб висотою 3666 м, яка є найвищою горою Ємену та всього Аравійського півострова. Серед інших гірських вершин слід навести гору Джабаль-Сауда висотою 2998 м і гору Ферва висотою 3001 м, що є найвищими горами Саудівської Аравії. Гори регіону сформовані переважно осадовими породами (вапняками, пісковиками та сланцями) юрського, крейдового та палеогенового періодів, які перекривають старші докембрійські граніти та інші вулканічні породи.
На висоті нижче 2000 м над рівнем моря гірські рідколісся Південно-Західної Аравії переходять у савану передгір'їв Південно-Західної Аравії.

## Клімат
Клімат регіону значно відрізняється залежно від висоти над рівнем моря та пори року. Південно-західні мусони, відомі як хариф, влітку приносять вологу і дощі. Більшість опадів випадає у квітні-травні та липні-серпні. Середньорічна кількість опадів в горах становить 600-800 мм, а у найбільш вологих частинах регіону — понад 1000 мм. На високогір'ях кількість опадів знижується до 300-500 мм, а на східних високогірних схилах кількість опадів становить менше 100 мм. Середня температура влітку на високогір'ях становить 25 °C, а взимку — 10 °C. На висоті понад 2000 м над рівнем моря трапляються заморозки, а на найвищих вершинах випадає сніг.

## Флора
Рослинні угруповання екорегіону змінюються залежно від висоти над рівнем моря. На висоті від 2000 до 2500 м над рівнем моря переважають вічнозелені рідколісся та чагарникові зарості, де ростуть африканські маслини (Olea europaea subsp. cuspidata) та камфорові кущі (Tarchonanthus camphoratus). На більш вологих північних схилах на висоті понад 2500 м над рівнем моря зустрічаються хмарні ліси, де ростуть великі кущі і невисокі дерева, передусім африканські яловці (Juniperus procera) та арабські еуропси (Euryops arabicus), вкриті лишайником членистою уснеєю (Usnea articulata). На більш сухих південних схилах переважають карликові ліси і чагарники, де ростуть абіссинські шипшини (Rosa abyssinica), приворотень прихованоцвітий (Alchemilla cryptantha), абісинський цмин (Helichrysum splendidum), різновид алое Aloe sabaea, а також різні види жовтозілля (Senecio spp.) та молочаю (Euphorbia ssp.).
Флора Південно-Західної Аравії є тісно спорідненою з флорою Східної Африки. Африканські яловці (Juniperus procera), що ростуть в горах Асір, також є характерними для високогір'їв Еритреї, Сомалі, Ефіопії, Кенії та Танзанії, де зустрічаються майже на тих же висотах.
Загалом в межах екорегіону росте близько 2000 видів судинних рослин, з яких близько 170 видів та 2 роди (Saltia і Centaurothamnus) є ендемічними. Слід візначити декілька територій, які вирізняються багатством своєї флори. В горах поблизу міста Ібб, на висоті понад 2800 м над рівнем моря, росте Kniphofia sumarae — єдиний представник свого переважно південноафриканського роду, що росте поза межами Африки. Також тут росте Helichrysum arwae, найближчі родичі якого ростуть в Драконових горах в Південній Африці. Гірський регіон Аль-Худжарія, розташований на крайньому півдні екорегіону, в мухафазі Таїз, є найбільш флористично різноманітним в усій Аравії. На площі 100 км² зустрічається 99 зі 357 ендеміків Аравійського півострова. Вісім видів рослин, зокрема Crotalaria squamigera, Kickxia woodii, Blepharispermum yemense та Centaurea yemensis, зустрічаються лише тут.

## Фауна
Серед поширених в екорегіоні видів ссавців слід відзначити звичайного каракала (Caracal caracal schmitzi), смугасту гієну (Hyaena hyaena) та капського дамана (Procavia capensis jayakari). Тут зустрічаються рідкісні аравійські вовки (Canis lupus arabs) та аравійські леопарди (Panthera pardus nimr). Характерним представником екорегіону є гамадрил (Papio hamadryas), популяція якого в Ємені скорочується, натомість в Саудівській Аравії, особливо в околицях міст Абга і Ет-Таїф, збільшується.
Низка видів птахів є ендеміками гір Південно-Західної Аравії. Серед таких птахів слід відзначити чорногорлого кеклика (Alectoris philbyi), єменську кропив'янку (Curruca buryi), єменського дрозда (Turdus menachensis), аравійську тинівку (Prunella fagani), аравійського астрильда (Estrilda rufibarba), єменського щедрика (Crithagra menachensis) та єменську чечітку (Linaria yemenensis). Рідкісні аравійські сороки (Pica asirensis), популяція яких нараховує лише близько 200 особин, зустрічаються лише у високогір'ях Асіру на південному заході Саудівської Аравії, на висоті від 1850 до 3000 м над рівнем моря. Ягоди ялівцю є важливим джерелом їжі для єменської кропив'янки, єменського дрозда і єменської чечітки; всі три види гніздяться на ялівцях. Серед інших місцевих видів птахів слід відзначити аравійського дятла (Dendrocopos dorae), єменську кам'янку (Oenanthe lugentoides), аравійського щедрика (Crithagra rothschildi) та єменську армілку (Rhynchostruthus percivali). Скелі гір Південно-Західної Аравії є домом для великих хижих птахів, таких як білоголові сипи (Gyps fulvus), ягнятники (Gypaetus barbatus) кафрські орли (Aquila verreauxii) та шахіни (Falco peregrinus pelegrinoides). Загалом в екорегіоні мешкає приблизно 34 види ссавців, 245 видів птахів, 41 вид плазунів і 7 видів земноводних.

## Збереження
Екорегіон гірських рідколісь Південно-Західної Аравії був заселений протягом тисячоліть. На гірських схилах люди займалися терасовим землеробством, вирощувалии пшеницю, ячмінь і сорго. Внаслідок тривалого антропогенного тиску лісовий покрив екорегіону був значною мірою деградований. Його площа зменшилася внаслідок надмірної вирубки, перевипасу худоби та перетворення на сільськогосподарські угіддя.
Близько 0,43 % площі екорегіону є заповідними територіями. Природоохоронні території включають Національний парк Асір та Природний заповідник Райдах в Саудівській Аравії.